# Annica Liljeblad
Pour les articles homonymes, voir Liljeblad.
Helga Annica Liljeblad, née le 30 août 1962 dans la paroisse de Råda (sv) du comté de Göteborg et Bohus (Suède), est une actrice suédoise.

## Biographie
Depuis son enfance, Annica Liljeblad se produit au théâtre dans divers contextes et commence sa carrière en tant que présentatrice de télévision sur SVT et TV4. Elle anime entre autres l'émission de l'après-midi Emmas hus sur TV4 jusqu'au printemps 1998.
En 2012, elle change de carrière et suit une formation d'actrice. Depuis, elle est apparue notamment dans The Square, un film réalisé par Ruben Östlund, nommé à la Palme d'or à Cannes en 2017 et à l'Oscar du meilleur long métrage international en 2018.
Annica Liljeblad épouse en 1990 Anders Liljeblad, né en 1959.

## Filmographie partielle

### Au cinéma
- 2014 : Inte som på film (sv)
- 2016 : Tjuvjägaren (sv)
- 2016 : Jag älskar dig – En skilsmässokomedi (sv)
- 2017 : Para knas (sv)
- 2017 : The Square
- 2020 : Black Beauty
- 2021 : Violet
- 2021 : Beck – Döden i Samarra (sv)
- 2021 : Maria Wern – Som skuggor (sv)
- 2022 : Feed
- 2022 : Fiktiv granskning – En grävande historia (sv)
- 2022 : Un jour et demi (En dag och en halv) de Fares Fares : Anna

### À la télévision
- 2019 : Solsidan (en)
- 2019 : Fartblinda (sv)
- 2019 : Den inre cirkeln (sv)
- 2020-2022 : Partisan
- 2021 : Knutby (sv)
- 2021 : Hallberg (sv)
- 2021 : Mäklarna (sv)